# Morwen de Lossarnach
Morwen de Lossarnach (cuyo nombre se traduce como «doncella oscura» del sindarin) es un personaje ficticio que forma parte del legendarium creado por el escritor británico J. R. R. Tolkien y cuya breve historia es narrada en los apéndices de la novela El Señor de los Anillos. Es una mujer del reino de Gondor, proveniente de la región y feudo de Lossarnach, que se casó con el heredero al trono de Rohan, Thengel, en el año 2943 de la Tercera Edad del Sol.
Tuvieron tres hijos durante el tiempo que el matrimonio permaneció en Gondor, de los que Théoden fue el único varón. Cuando el padre de Thengel murió, los rohirrim le pidieron que volviera al reino para que ocupara su trono y él aceptó de mala gana. La familia se trasladó a Edoras y allí Morwen recibió el sobrenombre de Resplandor del acero. La pareja tuvo aún otras dos hijas, siendo la más joven Théodwyn, que nació cuando Thengel, diecisiete años mayor que Morwen, ya había entrado en la vejez.
Tolkien no menciona en ningún momento la muerte de Morwen, por lo que es incluso posible que continuará viva en la corte de Théoden durante la Guerra del Anillo (3018-3019 T. E.) y sobreviviera a su hijo, pues siendo en parte de estirpe dúnedain no habría sido extraño que pasara de la centena.